# Dioctria popovi
Dioctria popovi är en tvåvingeart som beskrevs av Pavel Lehr 1965. Dioctria popovi ingår i släktet Dioctria och familjen rovflugor. Inga underarter finns listade i Catalogue of Life.